# Jubilee line
Jubilee line er en London Underground-bane, i Storbritannien. Den er anlagt i to store etaper – den første til Charing Cross i det centrale London, og den senere forlængelse, fra 1999, til Stratford i Østlondon. De seneste stationer er større og har specielle sikkerhedsfaciliteter, begge dele forsøg på at fremtidssikre banen. Efter sin forlængelse til Østlondon, der betjener områder tidligere dårligt forbundet til Underground-netværket, har banen haft en enorm vækst i passagertal og er i øjeblikket den tredje travleste i netværket med over 213 millioner passagerer pr. år. 13 af de 27 stationer er underjordiske.
Jubilee line er farvet sølvgrå på netværkskortet.

## Historie

### 1932 til 1939
I 1932 anlagde Metropolitan Railway en gren på deres hovedbane ved Wembley Park til Stanmore. Banen blev, som så mange andre i Londons nordvestkvarter, projekteret til at absorbere pendlertrafik fra de nye og hastigt voksende forstader. Banen gav Metropolitan et problem – forstadstrafikken var så vellykket i 1930'erne, at banerne til Baker Street blev overbelastet, et problem der blev forstærket af flugten fra City of London til West End i efterkrigstiden.
Først havde Metropolitan talt for en ny underjordisk bane, der i grove træk skulle følge Edgware Roads linjeføring mellem stationen og et punkt nær Willesden Green. Faktisk nåede anlægget så langt, at ombygningen af Edgware Road Station til fire perroner med plads til 8-vognstog. Tingene ændrede dog sig, med dannelsen af London Passenger Transport Board (LPTB) og den efterfølgende indlemmelse af Metropolitan. Løsningen var nu en ny sidebane for Bakerloo line fra Baker Street til betjening af St John's Wood og Swiss Cottage, til erstatning for de eksisterende stationer Lord's, Marlborough Road og Swiss Cottage på den parallelle, overflødige rute, og sløjfe behovet for Met's forlængelse fra Edgware Road Station (der skal dog bemærkes, at Swiss Cottage (Metropolitan) blev foreslået at forblive åben i myldretiderne for skifte til Bakerloo, og at Lord's Station yderligere ville være åben ved specielle cricketbegivenheder. Begge lukkede dog permanent som følge af økonomien i krigstiden). Banen skulle hæves mellem Metropolitan-sporene på Finchley Road, og give cross-platform interchange med Metropolitan line. Fortsættende mod nord til Wembley Park, skulle Bakerloo standse på Metropolitan lines mellemliggende stationer, hvorved Metropolitan line-tog kan køre mellem Wembley Park og Finchley Road nonstop og skære syv minutter af rejsetiden. På Wembley Park, skulle Bakerloo køre videre til og betjene Kingsbury, Queensbury, Canons Park og Stanmore. Bakerloo-forlængelsen, anlagt som beskrevet ovenfor, åbnede i 1939.

### 1939 til 1979: Fleet line
I planlægningen af Tube-netværket umiddelbart før og efter 2. verdenskrig blev flere nye ruter overvejet. Det primære result af dette studie omhandlede to store ruter: den syd-til-nordøstgående "line C" (senere anlagt om Victoria line) og banerne 3 og 4, nye bykrydsende rutes, der forbinder de nordøstlige forstæder til Fenchurch Street, Wapping og enten Lewisham eller Hayes.
Fleet line blev nævnt i en Times-artikel fra 1965, som diskuterede muligheder efter færdiggørelsen af Victoria line — Fleet line blev foreslået at benytte ruten Baker Street–Bond Street–Trafalgar Square–Strand–Fleet Street–Ludgate Circus–Cannon Street og videre til Sydøstlondon.
Line C åbnede som Victoria line, i etaper, fra 1968 til 1972. Arbejdet på den nordøst–sydvestgående rute fortsatte.
I 1971 begyndte anlægsarbejdet på den nye "Fleet line". Økonomisk pres og tvivl om banens endelige destination førte til en trinvis gennemførelse. I den første etape blev Bakerloo lines Baker Street-til-Stanmore-gren ved Baker Street forbundet til en ny 4 km del indtil det centrale London, med mellemliggende stop ved Bond Street og Green Park og endende på en ny station ved Charing Cross, hvorved presset på Bakerloo lines del i West End mellem Baker Street og Charing Cross blev lettet og også tilladte øget frekvens på sektionen nord for Baker Street.
De nye tunneler muliggjorde cross-platform interchange mellem Bakerloo og Fleet på Baker Street, som var benyttet på Victoria line. Arbejdet blev fuldendt i 1979. Som en del af arbejderne blev Trafalgar Square (Bakerloo) og Strand (Northern) Stationer forbundet til et enkelt nyt stationskompleks, Charing Cross. Den eksisterende Charing Cross Station på de højtliggende District og Circle lines blev omdøbt til Embankment.
Den nye bane skulle være døbt Fleet line efter floden Fleet (selvom den kun ville have krydset under Fleet ved Ludgate Circus. Delen i det centrale London følger mest Tyburn). I 1975, da planer om indførelsen af London Transport Silver Jubilee Busserne var i gang, foreslog den daværende salgschef i London Transport Advertising, Geoffrey Holliman, LTE's bestyrelsesformand, Kenneth Robinson, at Fleet line skulle omdøbes til Jubilee line. Idéen blev dog afvist, da det ville øge omkostningerne. Alligevel blev projektet efterfølgende omdøbt til Jubilee line i forbindelse med Dronning Elizabeth 2.'s 25 års regentjubilæum i 1977, efter et løfte fra de Konservative under valget til Greater London Council i 1977. Der var oprindeligt valgt en krigsskibsgrå som banens farve, der var baseret på den maritime betydning af ordet fleet. Det blev dog til en lysere grå, der repræsenterede selve "sølvjubilæet".
Banen blev officielt åbnet af Prinsen af Wales den 30. april 1979, med passagerdriften begyndende 1. maj 1979.

### Foreslåede forlængelser
Jubilee line fra 1979 var den første af fire faser af projektet, men manglede finansiering medførte, at der ikke skete yderligere fremskridt indtil slutningen af 1990'erne.
- Fase 2 skulle have forlænget banen langs Fleet Street til stationer ved Aldwych, Ludgate Circus, Cannon Street og Fenchurch Street.
- Fase 3 ville have fortsat banen under floden til Surrey Docks (nu Surrey Quays Station) på East London Line, overtage begge ELL's grene til New Cross Gate og New Cross Stationer, med en forlængelse til Lewisham.
- Fase 4 var den mulige fortsættelse af Lewisham-grenen, der skulle overtage forstadsruterne på Addiscombe- og Hayes-grenene.

En alternativ plan, der blev udtænkt i 1970'erne, ville forlænge Jubilee line parallelt med Themsen. Den ville have gået fra Fenchurch Street til Thamesmead via St Katharine Docks, Wapping, Surrey Docks North, Millwall (nær South Quay), North Greenwich, Custom House, Silvertown, Woolwich Arsenal og videre til Thamesmead. Depotet skulle have været ved Beckton, omtrænt på grunden for det nuværende Docklands Light Railway-depot. "River line", som denne forlængelse blev kaldt, blev dog anset som værende for dyr og anlægget af forlængelsen kom aldrig nærmere.

### Faktisk forlængelse
Ændringer i arealanvendelse, især byudviklingen i Docklands-området, gjorde at projektet om forlængelse af banen videre fra Charing Cross blev ændret betydeligt i 1970'erne, 1980'erne og 1990'erne. Jubilee Line-forlængelsen, som det endelige projekt blev kaldet, åbnede i tre etaper i 1999. Den divergerer fra den eksisterende bane på Green Park, hvorved der blev skabt en én-stations sidebane til Charing Cross, der nu er lukket (selvom den forbliver vedligeholdt og benyttet til at vende tog ved forstyrrelser, og af og til som film set). Banen blev forlænget helt til Stratford, med ti mellemliggende stationer.
Der har været andre forslag om forlængelse af banen for betjening af havnen.

### 7-vognsopgradering
Jubilee line var planlagt lukket i en periode på fem dage, begyndende den 26. december 2005, for at tilføje en ekstra vogn på alle 6-vognstogsættene. Banen skulle være lukket, mens det arbejde blev udført, da 6- og 7-vognstog ikke kunne være i drift samtidig, da perronafskærmingsdørene på stationerne på forlængelsen ikke kunne håndtere begge toglængder samtidig. Signalsystemet blev også modificeret for at kunne håndtere de længere tog.
Tidligere var fire ekstra fulde 7-vognstog tilføjet vognparken, hvilket bragte totalen på 63. Dette gjorde at perioden med totallukning kunne reduceres. Hele vognparken er ikke nødvendig, før det nye signalsystem kan udnyttes fuldt ud.
Resultatet af 7-vognsopgraderingen gav en 17 % kapacitetsstigning, hvorved 6.000 yderligere passagerer pr. dag kan benytte banen. Arbejdet var fuldendt og banen blev genåbnet to dage før tid, den 29. december 2005.

## Teknisk information

### Stationer
Jubilee line-stationer nord for Baker Street blev ikke bygget specifikt for Jubilee line. St. Johns' Wood og Swiss Cottage åbnede i 1939 på Bakerloo line og har flere egenskaber som traditionelle tube-stationer. Stationer nord for Finchley Road blev åbnet af Metropolitan Railway (nu Metropolitan line). Jubilee line overtog den langsomme Metropolitan line-betjening mellem Finchley Road og Wembley Park. De eneste "nye" stationer, der blev bygget for den oprindelige Jubilee line var den vestgående perron på Baker Street (den østgående åbnede i 1939), Bond Street, Green Park og den nu lukkede Charing Cross.
Stationer på Jubilee line-forlængelsen indeholder:
- trinfri adgang til gadeniveau
- state-of-the-art arkitektur
- kørestolsadgang
- afskærmningsdøre på perroner

Afskærmningsdørene blev primært opført for at forhindre underjordisk træk og hjælper på luftgennemstrømningen. Det forhindrer også folk fra fald eller spring ned på sporene.
På trods af disse forbedringer, er stationerne på Jubilee line-forlængelsen blevet heftigt kritiseret for at meget omstændige og dårligt planlagt (men dog bekostelige) skiftefaciliteter med andre Underground-baner, sammenlignet med eksempelvis Victoria line, den seneste bane på tværs af London. Det var dog ikke mulig med bekvemme skiftemuligheder, på grund af linjeføringstekniske problemer og de større tunneler. De dyreste stationer har fordelen af at være dimensioneret til at håndtere folkemængderene, der nogle gange hober sig op i mange år endnu, modsat andre baner (navnlig Victoria line på Victoria) der nu behøver bekostelige udbedringsprogrammer for at rette op på dette.

### Rullende materiel
Da Jubilee line åbnede, blev den betjent af 1972-materiel. I 1984 var dette delvist erstattet af det nye 1983-materiel: det overflødige 1972-materiel blev overført til Bakerloo line. 1983-materiellet viste sig at være upålidelige og problemfyldte, med enkeltbladsdøre, hvilket medførte at afsætning og påfyldning af passagerer var en langsommere proces end på andet materiel med bredere døre. Med anlægget af Jubilee line-forlængelsen kom muligheden der for at indsætte nye tog, og i dag betjenes banen af 1996-materiel, hvis eksteriør er magen til 1995-materiellet, der benyttes på Northern line, men er (på trods af navneforvirringen) teknisk mindre avanceret. Det nye materiel har indendørsdisplays og automatiske højtalerudkald. I begyndelsen var den viste tekst statisk og viste kun togets destination, men senere også navnet på den næste station og forbindelser herfra. Senere ændringer har tilføjet rullende tekst. 1996-materiellet har en anden motor end 1995-materiellet og har et motordesign magen til Litra 465 Networker-tog.

### Signalsystem
Jubilee line er blevet omdannet til Automatic Train Operation, ved brug af Thales S40-systemet med bevægelige blokke. Det nye system vil gøre det muligt for London Underground at køre flere tog, med en stigning i kapaciteten med yderligere 33 procent, og reducerer rejsetider med omkring 22 procent. Installation og test af udstyret for de ny systemer begyndte ultimo 2006, og opgraderingsarbejderne krævede lukning af dele af Jubilee line hver weekend i 2009. Selvom projektet skulle være fuldendt i marts 2010, fortsatte Jubilee line-lukningerne gennem 2010. Transport for London meddelte den 4. november 2010, at opgraderingen ikke ville være fuldendt før foråret 2011. Disse forsinkelser skyldes Tube Lines ikke overholdt sine deadlines, og da TfL overtog selskabet i juni 2010 blev de klar over hvor stort et arbejde, der stadig manglede at blive udført. Det nye signalsystem blev endeligt taget i fuld drift den 26. juni 2011.
Med automatisk drift instruerer kørecomputeren lokomotivfører i, hvad han skal gøre. Det underliggende sikkerhedssystem er TBTC (Transmission-Based Train Control). Fuld ATO (hvor computeren gør alt, bortset fra åbning og lukning af dørene, start af toget på hver station, fejl- og passagerhåndtering) skulle have været i drift i sommeren 2011. Hvis ATO fejler, men TBTC forbliver i drift, kan tog stadig køres manuelt ved strækningshastigheden. Hvis TBTC fejler på et individuelt tog, sættes det i manuel begrænset tilstand, hvorved lokomotivføreren kan køre toget ved 8–1 km/h til den næste station, hvor toget sættes ud af drift, indtil fejlen er løst af teknikere. Denne type fejl kan ikke håndteres af lokomotivføreren.
Lukningsprogrammet blev kritiseret af lokalpolitikere, så vel som bestyrere af sports- og spillesteder som Wembley Stadium og The O2, da besøgende til store koncerter og sportsbegivenheder skulle rejse med togbusser. Projektledelsen af Tube Lines har været kritiseret af London TravelWatch for sine forsinkede leveringsdatoer, og en rapport fra London Assembly kaldte de ugentlige banelukninger som "kaotiske".

## Fremtid

### Thamesmead-gren
Da North Greenwich åbnede, blev den anlagt, så det er muligt at etablere en østlig forgrening til Thamesmead. Der er i øjeblikket ingen planer om at iværksætte denne forgrening.

### West Hampstead Skiftestation
I 1974, og igen i 2004, blev der fremlagt planer en West Hampsted Interchange, for at forbinde de tre West Hampstead stationer i ét kompleks, men planerne blev sat på standby i 2007, grundet usikkerhed om franchiset på North London Line.

## Stationer
| Station | Billede | Åbnet              | Yderligere information                                                                        |
| --- | ------- | ------------------ | --------------------------------------------------------------------------------------------- |
| Stanmore |         | 10. december 1932  | kort 1                                                                                        |
| Canons Park |         | 10. december 1932  | Åbnet som Canons Park (Edgware). Omdøbt 1933kort 2                                            |
| Queensbury |         | 16. december 1934  | kort 3                                                                                        |
| Kingsbury |         | 10. december 1932  | kort 4                                                                                        |
| Wembley Park |         | 14. oktober 1893   | Skift for Metropolitan linekort 5                                                             |
| Neasden* |         | 2. august 1880     | kort 6                                                                                        |
| Dollis Hill* |         | 1. oktober 1909    | kort 7                                                                                        |
| Willesden Green* |         | 24. november 1879  | kort 8                                                                                        |
| Kilburn* |         | 24. november 1879  | Åbnet som Kilburn & Brondesbury. Omdøbt 25. september 1950kort 9                              |
| West Hampstead* |         | 30. juni 1879      | kort 10                                                                                       |
| Finchley Road |         | 30. juni 1879      | Skift for Metropolitan linekort 11                                                            |
| Swiss Cottage |         | 20. november 1939  | kort 12                                                                                       |
| St John's Wood |         | 20. november 1939  | kort 13                                                                                       |
| Baker Street |         | 1. maj 1979        | Skift for Bakerloo, Circle, Hammersmith & City og Metropolitan lineskort 14                   |
| Bond Street |         | 1. maj 1979        | Skift for Central linekort 15                                                                 |
| Green Park |         | 1. maj 1979        | Skift for Piccadilly og Victoria lineskort 16                                                 |
| Westminster |         | 22. december 1999  | Skift for Circle og District lineskort 17                                                     |
| Waterloo |         | 24. september 1999 | Skift for Bakerloo, Northern og Waterloo & City lineskort 18                                  |
| Southwark ( Waterloo East) |         | 20. november 1999  | kort 19                                                                                       |
| London Bridge ( Tog til Gatwick) |         | 7. oktober 1999    | Skift for Northern linekort 20                                                                |
| Bermondsey |         | 17. september 1999 | kort 21                                                                                       |
| Canada Water |         | 17. september 1999 | Skift for London Overground East London Linekort 22                                           |
| Canary Wharf |         | 17. september 1999 | Skift for Docklands Light Railwaykort 23                                                      |
| North Greenwich |         | 14. maj 1999       | Skift for Emirates Airlinekort 24                                                             |
| Canning Town- |         | 14. maj 1999       | Skift for Docklands Light Railwaykort 25                                                      |
| West Ham- |         | 14. maj 1999       | Skift for District og Hammersmith & City lines og Docklands Light Railwaykort 26              |
| Stratford- |         | 14. maj 1999       | Skift for Central line, London Overground North London Line og Docklands Light Railwaykort 27 |
| *Mellem Finchley Road og Wembley Park kan Jubilee line køre på fire spor. Jubilee line-tog kører på de to inderste spor. Metropolitan line flankerer Jubilee line på ydersporene. Metropolitan line-tog kører nonstop fra Finchley Road til Wembley Park, og skipper West Hampstead, Kilburn, Willesden Green, Dollis Hill og Neasden Stationer. Willesden Green og Neasden Stationer har perroner på Metropolitan line-sporene, men Metropolitan line-tog standser der kun i nødtilfælde eller når, der er store driftsforstyrrelser på enten Metropolitan eller Jubilee lines. |         |                    |                                                                                               |
| -From Canning Town til Stratford kan Jubilee line køre på fire spor. Jubilee line-tog benytter de to vestlige spor. Direkte parallelt med banen er Docklands Light Railway Stratford International-forlængelsen. Jubilee line-tog standser på Canning Town og West Ham, men kører forbi Star Lane, Abbey Road og Stratford High Street Stationer. |         |                    |                                                                                               |

### Tidligere stationer
| Station       | Åbnet       | Lukket            |
| ------------- | ----------- | ----------------- |
| Charing Cross | 1. maj 1979 | 19. november 1999 |

Jubilee line-perronerne på Charing Cross er stadig aktive, men ikke for passagerer – når betjeningen er indstillet mellem North Greenwich/Canary Wharf og Stratford, vil hvert tredje tog, der har endestation på Green Park, køre til Charing Cross, vende, og begynde ny betjening på Green Park.

## Depoter
Jubilee line benytter i øjeblikket Stratford Market Depot kort 29 mellem Stratford og West Ham Stationer.
Tog kan også opstables i Neasden Depot, der deles med Metropolitan line.

## Galleri
- Interiør i et 1996-materiel på Jubilee line
- 1996-togsæt stablet på Stratford Market Depot
- Et Jubilee line tog standser på Canary Wharf Station
- Billethallen på Canary Wharf Station

## Kort
| - ↑kort 1Stanmore – 51°37′10″N 000°18′10″V / 51.61944°N 0.30278°V - ↑kort 2Canons Park – 51°36′28″N 000°17′41″V / 51.60778°N 0.29472°V - ↑kort 3Queensbury – 51°35′39″N 000°17′10″V / 51.59417°N 0.28611°V - ↑kort 4Kingsbury – 51°35′05″N 000°16′43″V / 51.58472°N 0.27861°V - ↑kort 5Wembley Park – 51°33′49″N 000°16′46″V / 51.56361°N 0.27944°V - ↑kort 6Neasden – 51°33′15″N 000°15′01″V / 51.55417°N 0.25028°V - ↑kort 7Dollis Hill – 51°33′07″N 000°14′19″V / 51.55194°N 0.23861°V - ↑kort 8Willesden Green – 51°32′57″N 000°13′18″V / 51.54917°N 0.22167°V - ↑kort 9Kilburn – 51°32′50″N 000°12′17″V / 51.54722°N 0.20472°V - ↑kort 10West Hampstead – 51°32′49″N 000°11′26″V / 51.54694°N 0.19056°V - ↑kort 11Finchley Road – 51°32′50″N 000°10′49″V / 51.54722°N 0.18028°V - ↑kort 12Swiss Cottage – 51°32′35″N 000°10′29″V / 51.54306°N 0.17472°V - ↑kort 13St John's Wood – 51°32′05″N 000°10′27″V / 51.53472°N 0.17417°V - ↑kort 14Baker Street – 51°31′19″N 000°09′25″V / 51.52194°N 0.15694°V - ↑kort 15Bond Street – 51°30′50″N 000°09′00″V / 51.51389°N 0.15000°V | - ↑kort 16Green Park – 51°30′24″N 000°08′34″V / 51.50667°N 0.14278°V - ↑kort 17Westminster – 51°30′04″N 000°07′30″V / 51.50111°N 0.12500°V - ↑kort 18Waterloo – 51°30′09″N 000°06′47″V / 51.50250°N 0.11306°V - ↑kort 19Southwark – 51°30′11″N 000°06′18″V / 51.50306°N 0.10500°V - ↑kort 20London Bridge – 51°30′18″N 000°05′10″V / 51.50500°N 0.08611°V - ↑kort 21Bermondsey – 51°29′53″N 000°03′50″V / 51.49806°N 0.06389°V - ↑kort 22Canada Water – 51°29′54″N 000°03′00″V / 51.49833°N 0.05000°V - ↑kort 23Canary Wharf – 51°30′13″N 000°01′07″V / 51.50361°N 0.01861°V - ↑kort 24North Greenwich – 51°30′02″N 000°00′13″Ø / 51.50056°N 0.00361°Ø - ↑kort 25Canning Town – 51°30′50″N 000°00′30″Ø / 51.51389°N 0.00833°Ø - ↑kort 26West Ham – 51°31′41″N 000°00′14″Ø / 51.52806°N 0.00389°Ø - ↑kort 27Stratford – 51°32′32″N 000°00′12″V / 51.54222°N 0.00333°V - ↑kort 28Neasden Depot – 51°33′28″N 000°15′31″V / 51.55778°N 0.25861°V - ↑kort 29Stratford Market Depot – 51°31′59″N 000°00′04″Ø / 51.53306°N 0.00111°Ø |